# Careproctus cactiformis
Careproctus cactiformis е вид лъчеперка от семейство Liparidae.

## Разпространение и местообитание
Този вид е разпространен в Аржентина.
Среща се на дълбочина от 399 до 536 m.